# Vera Bergkamp
Vera Alida Bergkamp (Amsterdam, 1 juni 1971) is een Nederlands voormalig politica. Zij was van 2021 tot 2023 voorzitter van de Tweede Kamer. Van 2012-2023 was zij lid van de Tweede Kamer namens Democraten 66 (D66). Eerder was Bergkamp voorzitter van COC Nederland (2010-2012).

## Loopbaan
Bergkamp studeerde bestuurskunde en politicologie aan de Vrije Universiteit Amsterdam. Zij was van 2008 tot 2012 directeur human resources bij de Sociale Verzekeringsbank. Voordien vervulde zij meerdere management- en adviesfuncties. Bergkamp was van maart 2010 tot september 2012 lid van de stadsdeelraad Amsterdam-Centrum.
Als onbezoldigd voorzitter van de homobelangenorganisatie COC Nederland tussen 2010 en 2012 pleitte Bergkamp er onder meer voor dat kinderen in het primair en voortgezet onderwijs voorlichting krijgen over seksualiteit en seksuele diversiteit. Daarnaast zwengelde ze de discussie over de zogeheten weigerambtenaar landelijk aan.

### Tweede Kamer
Bij de Tweede Kamerverkiezingen van september 2012 stond ze op de vijfde plaats van de kandidatenlijst van D66. Ze kreeg 15.387 voorkeurstemmen en werd rechtstreeks in de Tweede Kamer gekozen. In 2013-2015 was ze een van de zes leden van de parlementaire enquêtecommissie die het Fyra-debacle onderzocht. Het eindrapport leidde tot het aftreden van staatssecretaris Wilma Mansveld.
Bergkamp nam in de Tweede Kamer het initiatief om een einde te maken aan de ‘enkele-feitconstructie’, waarmee religieuze scholen tot 2015 openlijk lesbische, homoseksuele en biseksuele leerlingen en docenten weg konden sturen. Op 10 december 2014 werd Bergkamp door BN/DeStem uitgeroepen tot Tweede Kamerlid van het Jaar. Haar wetsvoorstel rondom de regulering van hennepteelt werd in februari 2017 door de Tweede Kamer aangenomen. Bij de Tweede Kamerverkiezingen van maart 2017 werd zij herkozen als Kamerlid. Ze stond als zesde op de kandidatenlijst en verzamelde 26.094 voorkeurstemmen. Zij had in die periode de portefeuilles zorg, familierecht, drugs en emancipatie.

### Kamervoorzitter
Ook bij de Tweede Kamerverkiezingen van maart 2021 werd ze herkozen. Ze stond bij D66 op de derde plek van de kandidatenlijst en vergaarde 29.613 voorkeurstemmen. Op 7 april 2021 werd ze gekozen tot Tweede Kamervoorzitter. Met 74 (van de 139 geldige) stemmen versloeg ze Khadija Arib en Martin Bosma. Bergkamp is de eerste openlijk homoseksuele Tweede Kamervoorzitter in Nederland.
Als Kamervoorzitter kreeg ze te maken met een verder radicaliserende Forum voor Democratie, wat zich uitte in verharde omgangsvormen binnen en buiten de Kamer. Ook Kamerleden van de Partij voor de Vrijheid gingen mee in deze verharding van het debat. Bergkamp werd regelmatig verweten onvoldoende streng op te treden tegen deze gedragingen.

#### Arib-affaire
In 2022 ontving Kamervoorzitter Bergkamp een anonieme brief waarin haar voorganger Arib werd beschuldigd van "machtsmisbruik", een "schrikbewind" en een "onveilige werkomgeving". Het bestuur van de Tweede Kamer - het presidium - besloot daarop een onderzoek in te stellen naar Arib. Dat besluit, en het advies van de landsadvocaat daarover, lekten via NRC uit, nog voordat Arib zelf op de hoogte was gebracht. Bergkamp deed namens het presidium aangifte van het lek, waarop de rijksrecherche een onderzoek startte. Uit dat dossier, 'Bremen', van de rijksrecherche ingezien door Nieuwsuur en Follow the Money komt een beeld naar voren van onderlinge afstemming door topambtenaren en hoofdrolspelers waaronder Bergkamp die achteraf hun sporen verwijderen. Het instellen van dit onderzoek werd door Arib, een deel van de oppositie en andere commentatoren gezien als een politieke afrekening van Arib. Arib besloot na de bekendmaking op te stappen als Kamerlid.
Een meerderheid van aanwezige Kamerleden bij de Commissie voor de Werkwijze verzocht op 1 november het presidium om het onderzoek te stoppen. Er was ook ophef toen bleek dat de ambtenaar die aanspreekpunt was voor het aangestelde onderzoeksbureau op 14 september samen met twee andere MT-leden bij vergadering van presidium had gezegd de signalen van sociale onveiligheid door Arib te herkennen. Hierdoor stond volgens sommigen de onafhankelijkheid van het onderzoek onder druk.
Op 11 november legde de griffier van de Tweede Kamer, Simone Roos, samen met vier andere MT-leden hun taken neer. De twee andere MT-leden stapten alleen uit het MT, maar bleven hun dagelijkse werk doen. Zij vonden het onaanvaardbaar dat de politieke en media-aandacht in toenemende mate gericht was op ambtenaren, die zich niet mogen verdedigen in de media. Ze betreurden dat de politieke leiding van de Kamer onvoldoende voor de ambtenaren opkwam. Ze beklaagden zich ook over de politisering van het onderzoek, waardoor een sociaal veilige werkomgeving in het gedrang kwam.
Na deze bekendmaking gaf Bergkamp te kennen aan te willen blijven en de problemen te willen oplossen. De Ondernemingsraad gaf een dag later aan geen vertrouwen meer te hebben in het zittende presidium, inclusief Bergkamp.

#### Vertrek
Op 24 augustus 2023 maakte Bergkamp in een brief bekend dat zij zich niet meer verkiesbaar stelde en na de Tweede Kamerverkiezingen 2023 de landelijke politiek zou verlaten. Ze noemde geen expliciete reden voor haar vertrek. Op 5 december 2023, de laatste dag voor het aantreden van de nieuwe Tweede Kamerleden, eindigde haar voorzitterschap.

## Persoonlijk
Bergkamp is getrouwd en heeft twee dochters. Haar moeder is Nederlands, haar vader Marokkaans. Na haar twintigste nam ze de achternaam van haar moeder aan.
- Parlement.com: vj0nb7o5dmys
- Virtual International Authority File: 290302462